# Niggi Messerli
Niggi Messerli (* 25. Oktober 1950 in Basel) ist ein Schweizer Foto- und Videokünstler und Ausstellungsmacher.

## Leben und Werk
Niggi Messerli ist ein Sohn des Kunstmalers Ernst Messerli. Zusammen mit seinen drei älteren Geschwistern wuchs er in Basel auf und absolvierte eine Lehre zum Reprofotograf.
1978 erhielt er den Eidgenössischen Preis für Gestaltung. Als Foto- und Videokünstler konnte er seine Fotos im In- und Ausland ausstellen. Zudem erwarb der Kunstkredit Basel-Stadt Werke von Messerli.
Als das von dem Architekten Hans Wilhelm Auer 1891/1892 erbaute ehemalige Postgebäude in Liestal zum Verkauf stand, legte Messerli 1977 dem damaligen Liegenschaftsverwalter Ernst Erb, das Grundkonzept zum «Palazzo» vor. Das Vorbild war u. a. das Forum Stadtpark in Graz.
Mit seinen Kollegen Niggi Lehmann, Christian Schweizer und Peter Jakob gründete Messerli 1978 die Kulturhaus Palazzo AG. Im Mai 1979 eröffnete das Kulturhaus und war damit der erste alternative Kulturbetrieb der Schweiz.
Niggi Messerli war 40 Jahre vor allem für deren Kunsthalle tätig. In dieser Funktion organisierte er Ausstellungen und lud u. a. Gastkuratoren ein. Für sein Lebenswerk wurde er 2020 mit dem Kulturpreis des Kanton Baselland ausgezeichnet.